# E18 Album
E18 Album är bandet Detektivbyråns samlingsskiva innehållande Hemvägen EP, singeln Lyckans Undulat samt låtarna Laka-Koffa och Home Sweet Home. Laka-Koffa är släppt på vinylskiva, i endast 500 exemplar, av ett italienskt skivbolag. På andra sidan av vinylskivan finns en låt av bandet Hemstad. Låten Home Sweet Home (annan version av Hem Ljuva Hem) var inte officiellt släppt tidigare.

## Låtar
1. E18 - 3:29
2. Hemvägen - 4:03
3. Nattöppet - 3:20
4. Monster - 2:49
5. Dansbanan - 3:49
6. Granmon - 2:19
7. Vänerhavet - 4:06
8. Lyckans Undulat - 2:52
9. Hem Ljuva Hem - 2:15
10. Home Sweet Home - 1:23
11. Laka-Koffa - 6:14